# Yuhina bakeri
La yuhina nuquiblanca (Yuhina bakeri) es una especie de ave paseriforme perteneciente a la familia Zosteropidae, aunque anteriormente todo su género se encuadraba en la familia Timaliidae. Se localiza en Bangladés, Birmania, Bután, China, India y Nepal. Sus hábitats naturales son los bosques templados y las tierras bajas, húmedas y boscosas.